# Chlorotocoides
Chlorotocoides is een geslacht van kreeftachtigen uit de klasse van de Malacostraca (hogere kreeftachtigen).

## Soort
- Chlorotocoides spinicauda (de Man, 1902)